# Sendvič
Sendvič je hrana načinjena od jedne ili dvije kriške kruha s jednim ili više slojeva namirnica. Kruh se može i namazati maslacom, senfom ili nečim drugim kako bi se pojačao okus i struktura. 

## Povijest
Raniji oblici sendviča se pripisuju staroj židovskoj sagi "Hille the Elder", prema kojoj je upakirano meso janjetine i gorkih biljaka u kruhu.
U srednjem vijeku, tanke kriške hrapavog i obično ustajalog kruha, su korištene kao tanjuri. Nakon objeda, ostacima tog kruga su hranili pse i prosjake ili ostavili za večeru. Takav kruh je bio preteča "otvorenim" sendvičima. Direktan prethodnik engleskom sendviču se pojavljuje u 17. stoljeću u Nizozemskoj.
Prvi pisani trag engleske riječi "sandwich" pojavljuje se u dnevniku Edwarda Gibbona u opisu "komadi hladnog mesa". Riječ je nastala prema John Montagu, 4th Earl of Sandwich, engleski aristokrat iz 18. stoljeća, iako nema direktnu poveznicu s hranom. Priča se da je Lord Sandwich volio jesti takav oblik hrane tijekom kartanja jer je mogao istovremeno raditi obje stvari - kartati i jesti, a da ne uprlja karte tijekom igre.
Upravo je tako sendvič i nastavio svoje širenje među muškim društvo tijekom društvenih igara i zabava. Popularnost sendviča raste u Engleskoj i Španjolskoj tijekom 19. stoljeća kada je ovaj oblik hrane prihvaćen u radničkoj klasi kao brz, prenosiv i jeftin obrok.
U to vrijeme sendvič se napokon pojavljuje i izvan Europe. U SAD-u, sendvič je prvobitno prezentiran kao dio večere. Početkom 20. stoljeća, kako je kruh postajao spojnica američke prehrane, sendvič postaje popularan koliko i brzi obrok na Mediteranu.

## Uporaba
Sendviči se obično nose na posao, u školu ili na izlet za jelo kao dio "paketa" za ručak. Uobičajeno je da sadrže kombinaciju povrća, mesa, sira, i/ili nekog umaka. Široko su rasprostranjeni u restoranima i kafićima.
Riječ "sendvič" se također može koristiti i kao glagol u značenju za pozicioniranje nečega između dvije stvari.

## Vanjske poveznice
- The British Sandwich Association
- The Sandwich Project (UK)  Arhivirana inačica izvorne stranice od 9. siječnja 2019. (Wayback Machine) Huge collection of recipes.
- Sendvič - kakav ti voliš? (HR) Online kuharica s receptima za najukusnije sendviče.